# Bilicsi Erzsébet
Bilicsi Erzsébet (Budapest, 1946. június 2. – 2016. október 25.) magyar televíziórendező.

## Életpályája
Édesapja Bilicsi Tivadar, édesanyja Tímár Liza színművészek. Testvéreiː Katalin, Mária és Éva. 1964-ben érettségizett a Patrona Hungariae Római Katolikus Leánygimnáziumban. 1964-ben került a Magyar Televízióhoz, ahol Romhányi József mellett dolgozott, előbb ügyelőként, majd asszisztensként. 1976-1979 között a Színház- és Filmművészeti Főiskola adásrendező szakos hallgatója volt. A Magyar Televízióban számos műsort rendezett, dolgozott Várkonyi Zoltánnal, Zsurzs Évával, Horváth Ádámmal és Szirtes Tamással is. 35 év után, 2000-ben innen ment nyugdíjba. 2016-ban hunyt el.

## Főbb rendezései
- A Kazal (1981)
- A Fónay (1982)
- A Rátonyi (1982)
- A Lórán (1983)
- Beszélgetés Faragó Andrással (1983)
- Beszélgetés Osváth Júliával (1984)
- Feleki Kamill és barátai (1988)
- Ida néniről két felvonásban (1991)
- Nevetni kell, ennyi az egész (1994)
- Dallamról, dallamra (1996)